# Blekko
O Blekko foi um motor de busca americano lançado ao público em 1 de novembro de 2010. Caracterizava-se pela utilização de etiquetas, slashtags na gíria, para restringir os resultados a tópicos específicos. O objetivo da empresa era fornecer resultados úteis, melhorando o Google. A Blekko esperava gerar lucros através da venda de anúncios baseados em etiquetas e resultados de pesquisa. A empresa foi fundada por Rich Skrenta em 2007. Foi adquirida pela IBM em março de 2015 e descontinuada no final do mesmo mês (27 de março).

## Compromisso
A empresa especificou um compromisso com os seus utilizadores, que foi resumido da seguinte forma:
1. A pesquisa seria aberta.
2. A pesquisa envolveria os utilizadores.
3. Os algoritmos de atribuição de relevância não seriam secretos.
4. Os dados recolhidos na Internet estariam disponíveis.
5. Não haveria uma forma única de pesquisar na Internet.
6. A pesquisa avançada seria fácil de utilizar.
7. As ferramentas de pesquisa estariam abertas a todos.
8. A empresa de pesquisa e a comunidade colaborariam em conjunto.
9. As pesquisas não devolveriam spam.
10. A privacidade das pesquisas seria preservada.

## Particularidades
- As estatísticas foram orientadas para a otimização SEO
- Ligações de entrada e de saída
- Pesquisa de IP
- Páginas em cache
- Marcação de páginas
- Pesquisa por etiquetas
- Pesquisa de conteúdo duplicado
- Comparação de sítios
- Estatísticas de rastreamento
- Contagem de páginas
- Localização de Robots.txt * Localização de Robots.txt * Localização de Robots.txt
- Estatísticas de Sites co-hospedados * Estatísticas de Sites co-hospedados * Estatísticas de Sites co-hospedados
- Latência da página
- Comprimento da página